# 부가티 볼리드
부가티 볼리드(프랑스어: Bugatti Bolide)는 부가티가 독일 볼프스부르크에서 개발 및 제조한 트랙 중심 하이퍼카로 2020년 10월 28일에 온라인으로 공개되었다. 차명인 볼리드는 프랑스어로 "화구"를 의미한다.

## 사양 및 성능
볼리드는 처음부터 동일한 8리터 쿼드 터보 W16 엔진과 시론에 사용된 7단 듀얼 클러치 자동변속기의 프레임워크를 사용하여 제작되었다. W16 엔진의 추가 개발을 통해 볼리드는 시론 슈퍼 스포츠 300+보다 325hp 더 많은 1,825hp (1360.6kW) 및 1,850nm (1,364.5lb-ft) 이상의 토크를 생성할 수 있다. 이러한 출력 증가는 터보차저의 더 큰 블레이드와 터보 차저 자체의 다른 방향으로 인해 최대 출력이 가능하기 때문일 수 있다. 자동차의 연석 무게가 1,240kg (2,733.4lb)에 불과하다는 사실을 결합하면 볼리드는 0-62mph (100km / h)에서 2.1초, 0-124mph (200km / h)에서 4.4 초에 가속할 수 있다. 최고 속도와 함께 7.3초에 300km / h (0-186mph), 12.1 초에 400km / h (0-249mph), 20.1초에 0-311mph (500km / h) 311mph (500km/h) 이상의 출력과 파운드당 0.67 마력의 중량비로 예상된다. 또한 부가티는 볼리드의 0-249-0 mph (0-400-0 km / h)가 24.62초이고 0-311-0 mph (0-500-0 km / h) 시간이 33.62초라고 말하였다. 컴퓨터 시뮬레이션에 따르면 볼리드는 5분 23.1초만에 뉘르부르크링 서킷을 주행할 수 있어 현재 기록 보유자인 포르쉐 919 하이브리드 에보보다 4초만 느려진다. 볼리드는 또한 Circuit de la Sarthe에서 3분 7.1초의 랩 타임을 갖도록 시뮬레이션되어 현재 기록보유자인 토요타 TS050보다 거의 8초 더 빨라졌다. 단 3분 14.7초만에 서킷을 랩핑하였다.

## 경쟁 차종
리막 오토모빌리
- 리막 네베라

맥라렌 오토모티브
- 맥라렌 720S
- 맥라렌 765LT
- 맥라렌 세나
- 맥라렌 스피드테일

젠보 오토모티브
- 젠보 TS1 GT

## 비디오 게임에서의 등장
- 3D운전교실
- 아스팔트 8: 에어본
- 아스팔트 9: 레전드
- real racing3

## 모형화
레고에서 테크닉 제품으로 모형화했다. 색상은 노란색, 파란색 이렇게 2종류다.

## 같이 보기
- 부가티 시론

## 갤러리

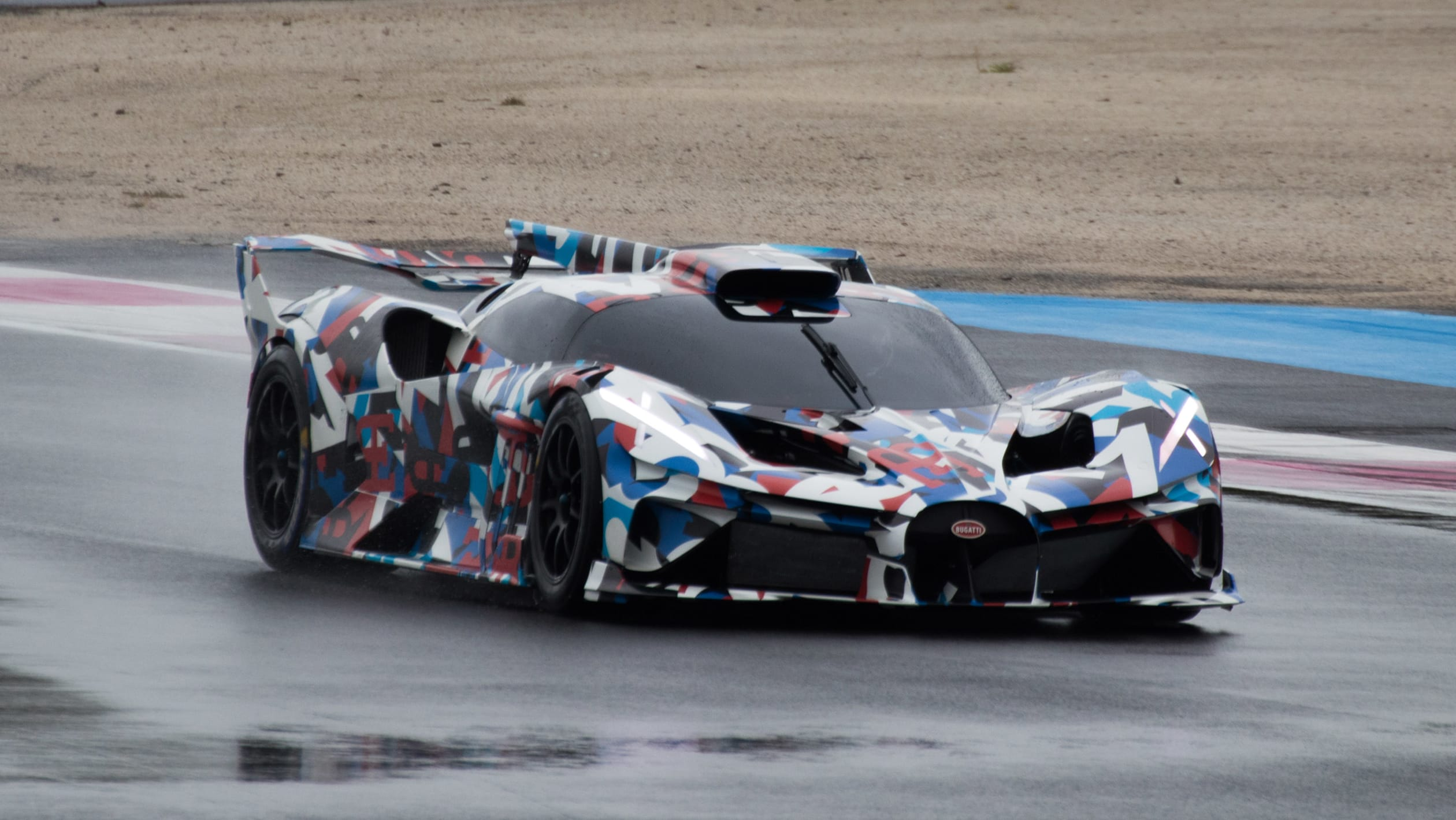
전방
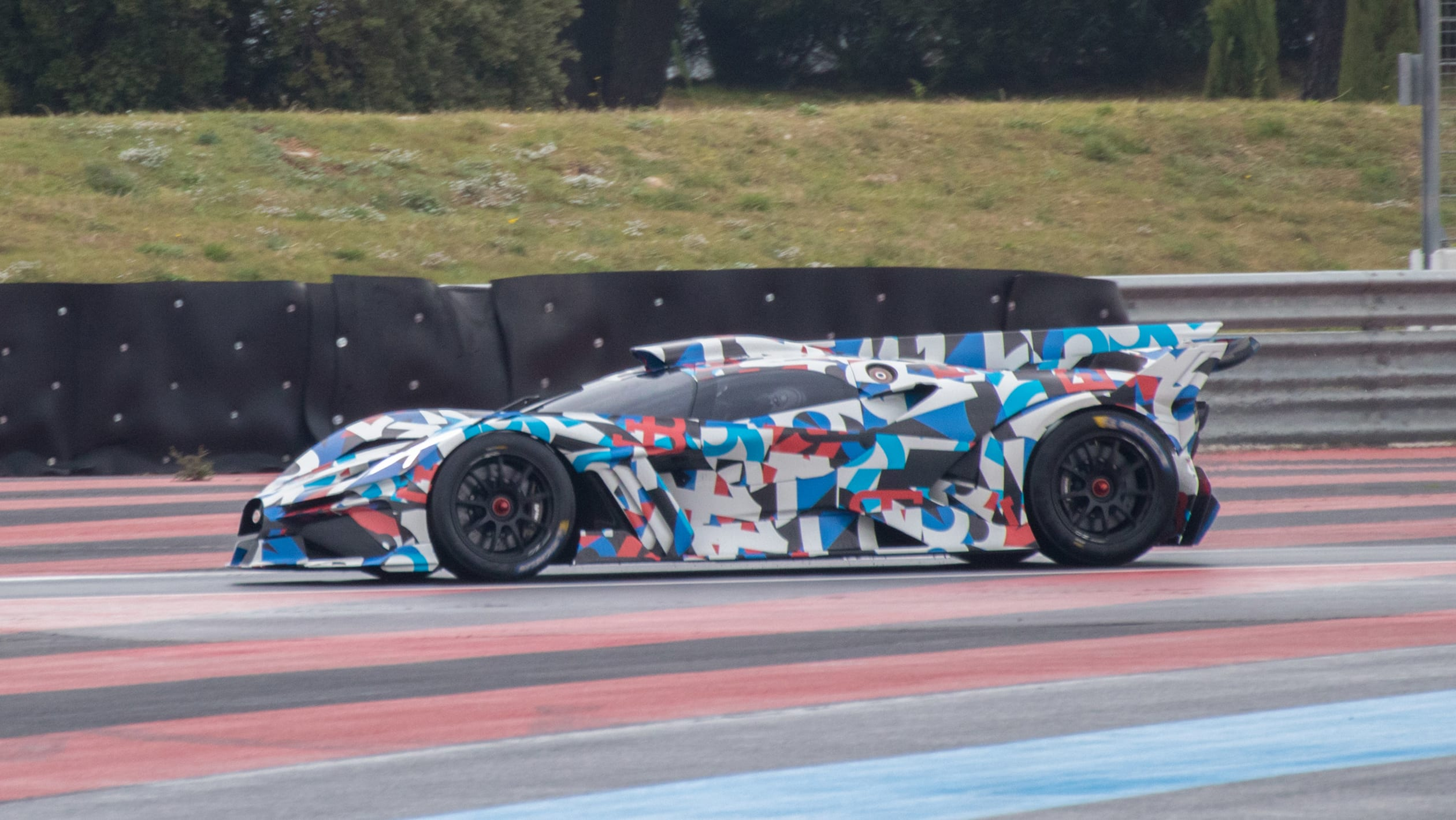
옆면
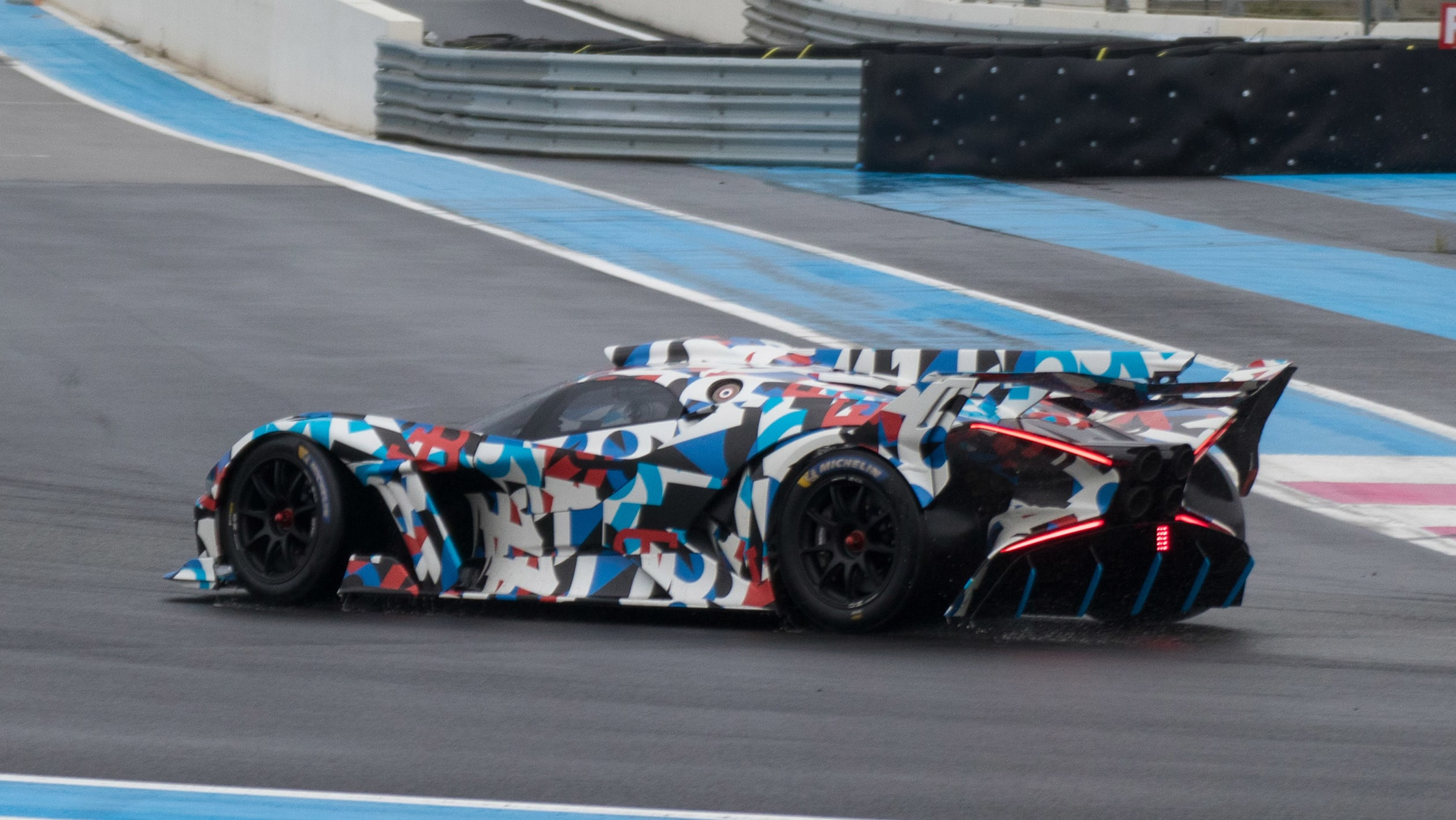
후방